# Thouars (gemeente)
Thouars is een gemeente in het Franse departement Deux-Sèvres in de regio Nouvelle-Aquitaine. De plaats maakt deel uit van het arrondissement Bressuire. Thouars telde op 1 januari 2022 13.949 inwoners.

## Geschiedenis
Thouars had een strategische ligging op de grens tussen Poitou en Anjou. Al in de 8e eeuw stond er hier een burcht op een rots boven de Thouet. Deze burcht werd in 762 door Pepijn de Korte ingenomen en afgebroken. Thouars was de residentie van de burggraven en later hertogen van Thouars. Naast het kasteel van de burggraven kwam er in de 12e eeuw ook een stadsmuur om Thouars te verdedigen. Deze muur telde 44 torens en was omgeven door een gracht. Thouars was in de middeleeuwen een welvarende stad mede dankzij de wijnbouw en de graanteelt. De stad kende vele kerken en kloosters, zoals de parochiekerk Saint-Médard en de Abdij Saint-Laon. Dit augustijnenklooster werd later omgevormd in een seculier kapittel.
In de 16e eeuw verhief de Franse koning het burggraafschap in hertogdom als erkenning voor het huis de la Trémoille dat toen in het bezit was van Thouars. Marie de la Tour d'Auvergne liet in de 17e eeuw een nieuw kasteel bouwen en in de stad kwamen nieuwe kloosters en een hospitaal. In 1793 werd bij Thouars slag geleverd in het kader van de Opstand in de Vendée. Na de Franse Revolutie verloor de stad haar vooraanstaande positie als zetel van een hertogdom en werd de eenvoudige hoofdplaats van een kanton.
Op 1 januari 2019 werd Thouars uitgebreid met de per die datum opgeheven gemeenten Mauzé-Thouarsais, Missé en Sainte-Radegonde, die het statuut kregen van commune déléguée. 

## Geografie
De oppervlakte van Thouars bedroeg op 1 januari 2022 81,48 vierkante kilometer; de bevolkingsdichtheid was toen 171,2 inwoners per km². De gemeente ligt in het noorden van het departement in de vallei van de Thouet.
De onderstaande kaart toont de ligging van Thouars met de belangrijkste infrastructuur en aangrenzende gemeenten.

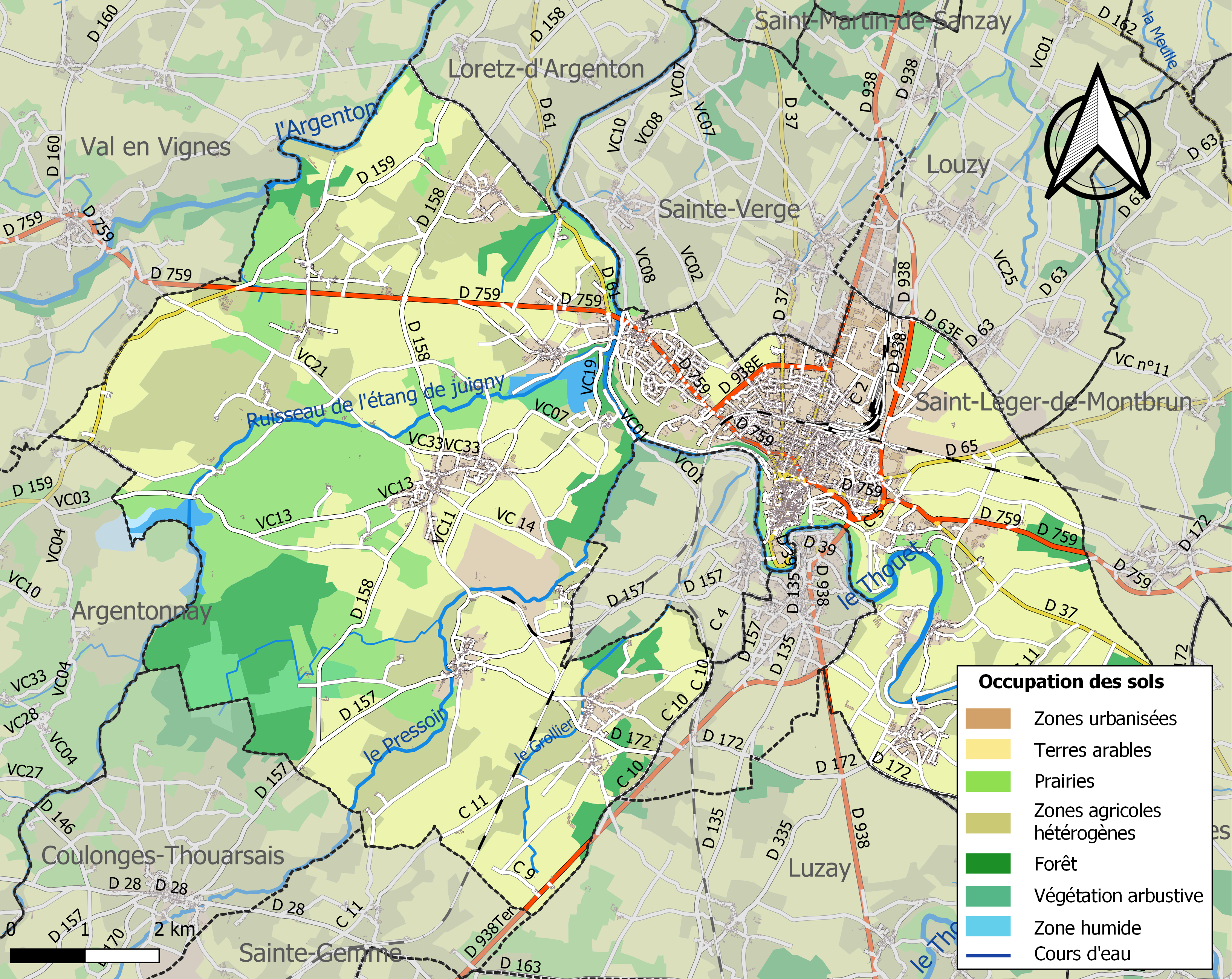

## Verkeer en vervoer
In de gemeente ligt spoorwegstation Thouars.

## Demografie
Thouars telde in 2017 13.990 inwoners. Onderstaande figuur toont het verloop van het inwonertal (bron: INSEE-tellingen).

## Bezienswaardigheden
De stad draagt het label Ville d'Art et d'Histoire. De belangrijkste toeristische attractie is het kasteel van de hertogen de la Trémoille uit de 17e eeuw. Delen van de stadsmuur en versterkingen zijn bewaard gebleven zoals de 13e-eeuwse stadspoorten Tour Porte au Prévost en Tour Prince de Galles. Het Musée Henri Barré is een streekmuseum gevestigd in de 19e-eeuwse woning van de arts en kunstverzamelaar Henri Barré. Het museum heeft een uitgebreide collectie aardewerk en draagt het label Musée de France.

### Afbeeldingen

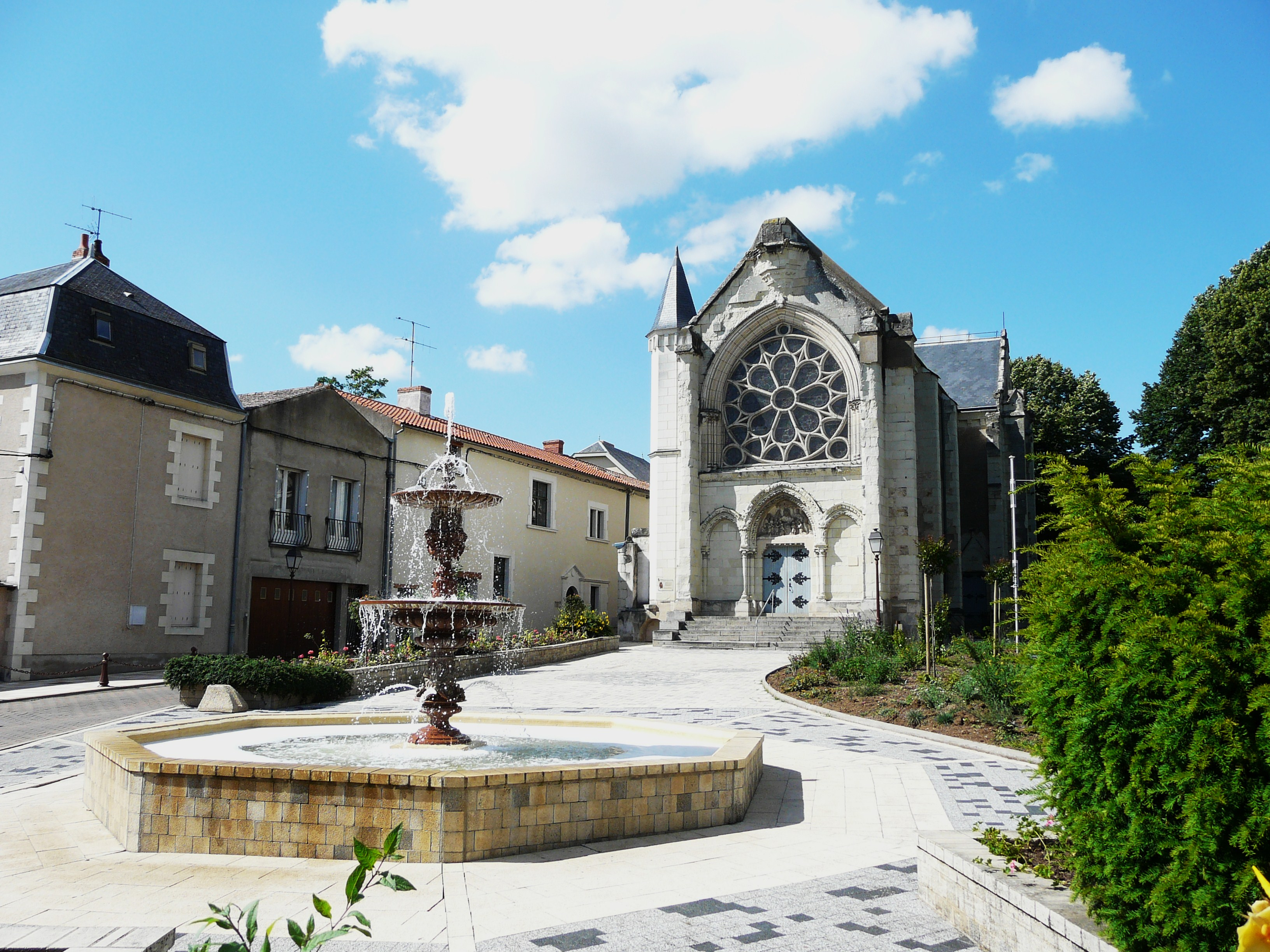
Chapelle Jeanne d'Arc
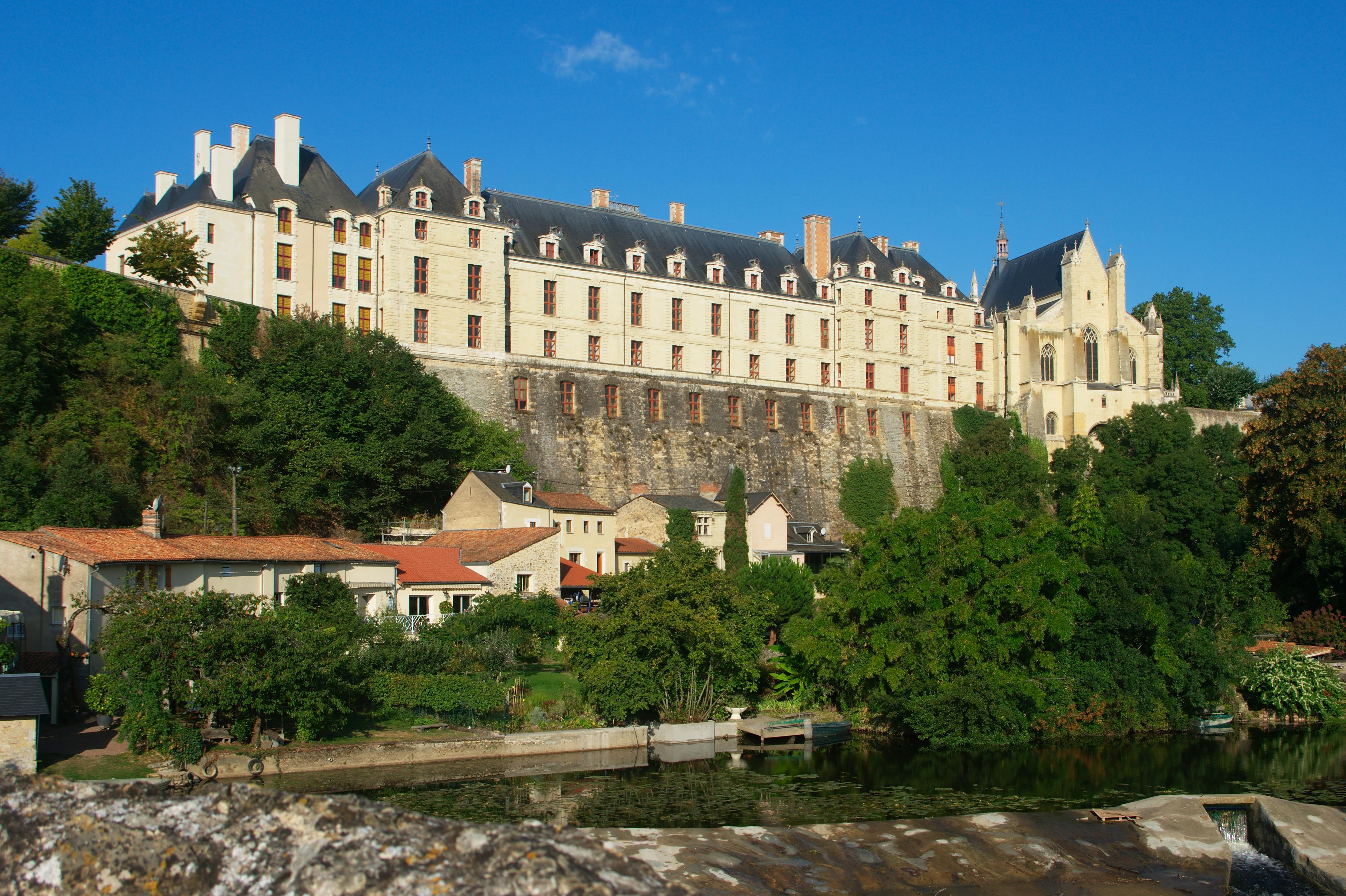
Château de Thouars
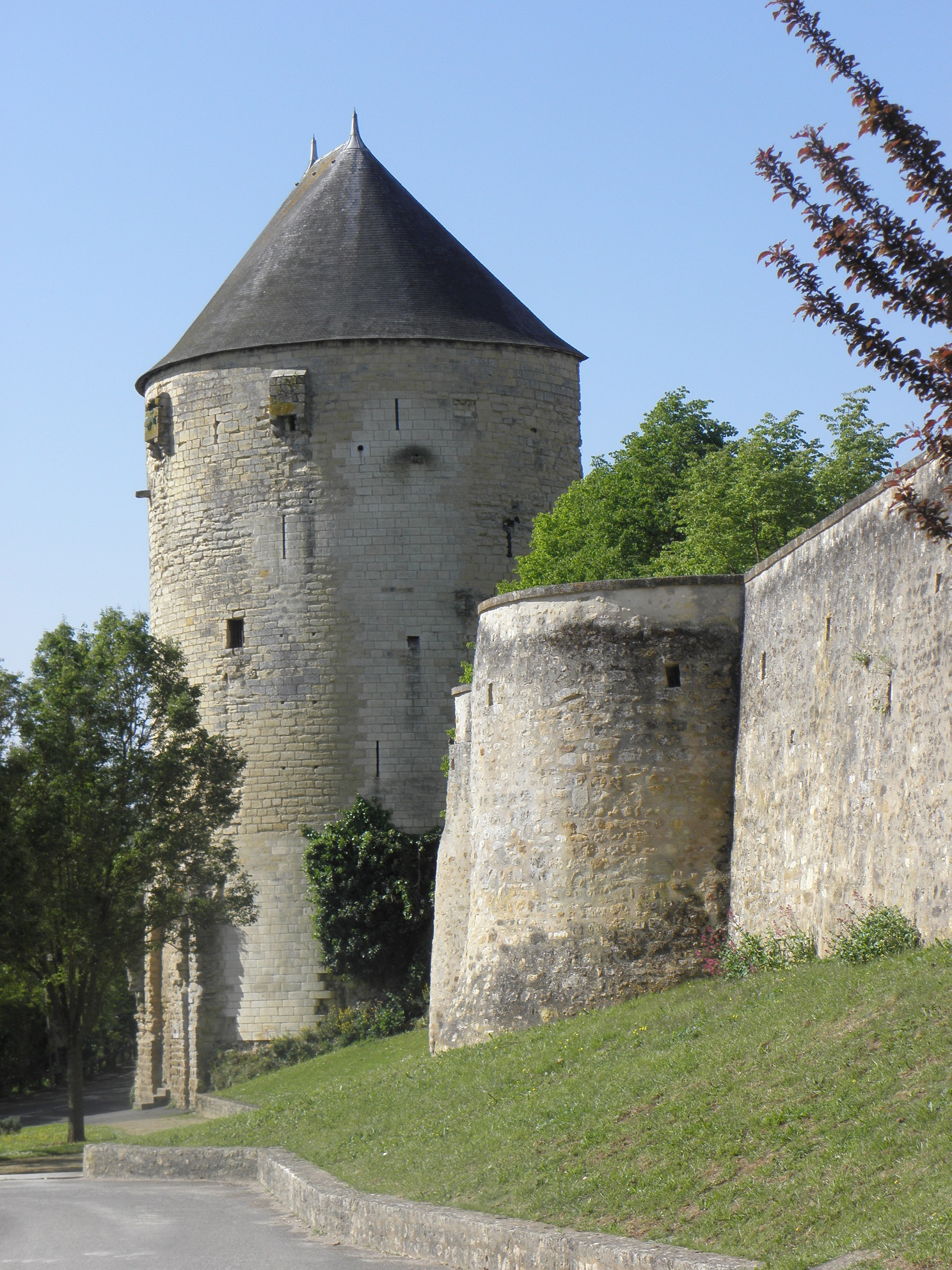
Tour du Prince-de-Galles
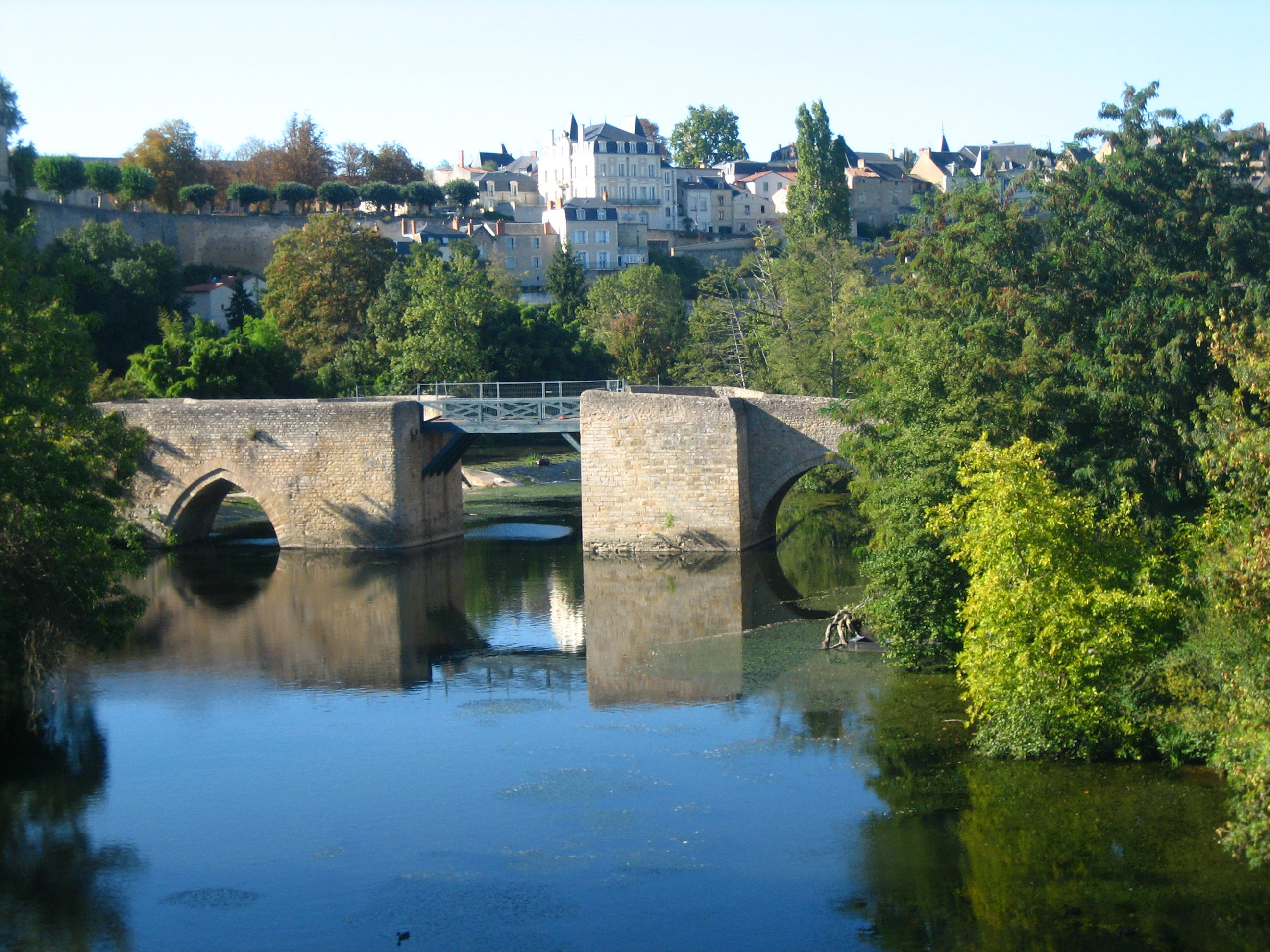
Pont des Chouans
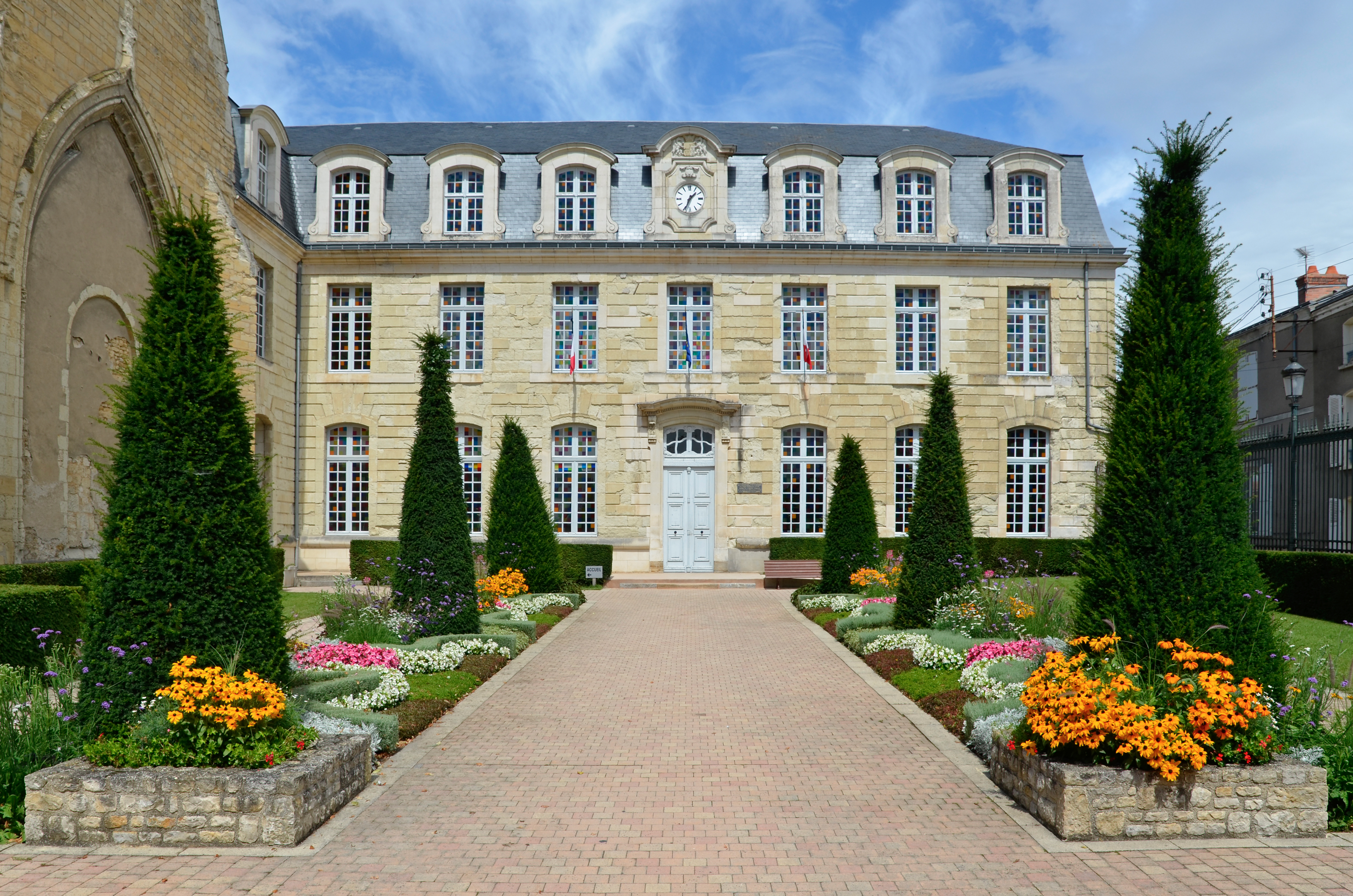
Gemeentehuis
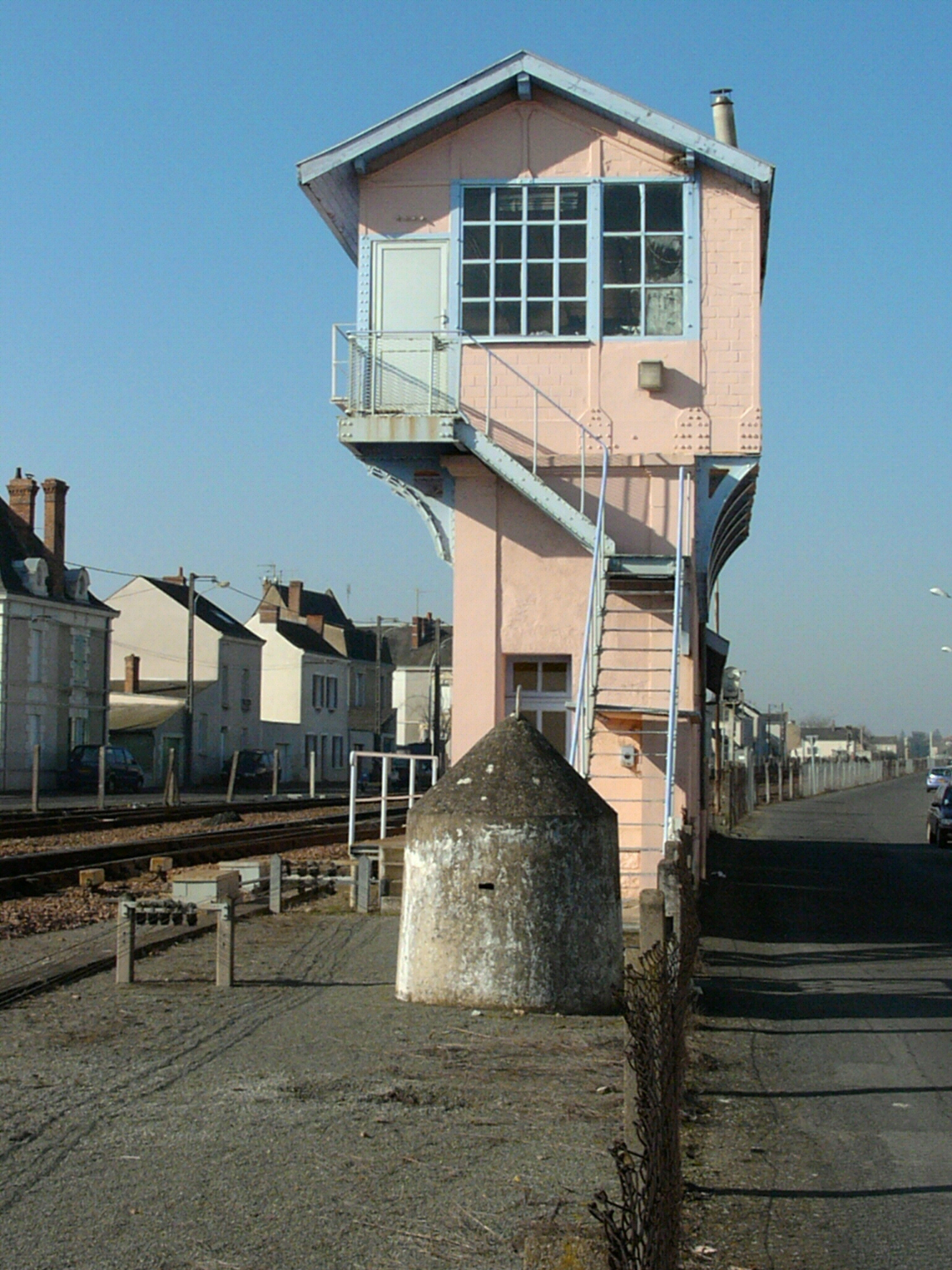
Seinhuis op het station van Thouars

## Geboren in Thouars
- Jean-Hugues Anglade (1955), acteur en regisseur